# Yukio Gotō
Yukio Gotō (jap. 後藤 靱雄 Gotō Yukio) – japoński piłkarz, reprezentant kraju.

## Kariera reprezentacyjna
W reprezentacji Japonii zadebiutował 25 maja 1930 w meczu przeciwko reprezentacji Filipin. W reprezentacji Japonii występował w latach 1930-1934. W sumie w reprezentacji wystąpił w 4 spotkaniach.

## Statystyki
| Reprezentacja Japonii | Reprezentacja Japonii | Reprezentacja Japonii |
| Rok                   | Mecze                 | Gole                  |
| --------------------- | --------------------- | --------------------- |
| 1930                  | 2                     | 0                     |
| 1931                  | 0                     | 0                     |
| 1932                  | 0                     | 0                     |
| 1933                  | 0                     | 0                     |
| 1934                  | 2                     | 0                     |
| Razem                 | 4                     | 0                     |